# 贺窑墓群
贺窑墓群，位于山东省枣庄市台儿庄区薛庄乡贺窑村，是中华人民共和国山东省文物保护单位之一。
1992年6月12日，授予山东省文物保护单位，是一座古墓葬。